# Lütetsburg

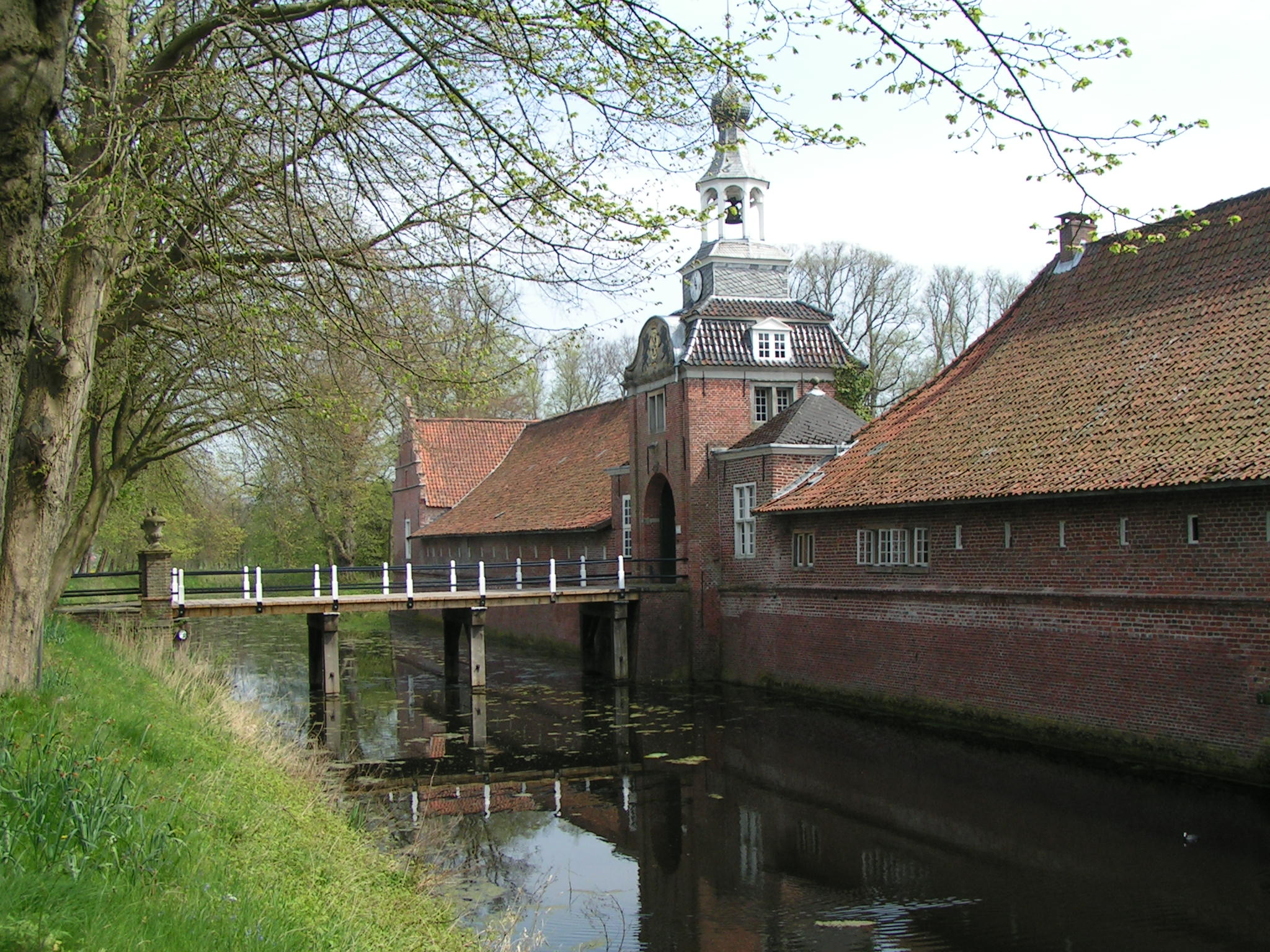
Schloss Lütetsburg

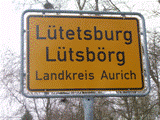
Zweisprachiges Ortsschild

Die Gemeinde Lütetsburg (ostfriesisch-plattdeutsch Lütsbörg) ist Mitglied des Gemeindeverbandes Samtgemeinde Hage im Landkreis Aurich im nördlichen Ostfriesland und liegt zwischen der Stadt Norden und dem Flecken Hage. Besondere Sehenswürdigkeit des Ortes ist ein Wasserschloss mit angrenzendem Landschaftsgarten.

## Geologie und Geografie
Die Gemeinde befindet sich größtenteils auf Gley-Podsol-Böden mit Plaggenauflage, die in Lütetsburg bis auf Höhen von bis zu 2,3 Meter über Normalnull (NN) ansteigen. Im Osten und Westen grenzt ein Gebiet mit Plaggenesch (unterlagert von Podsol-Gley) an, im Norden ein Areal mit Gley-Grund. Insgesamt bedeckt die Gemarkung eine Fläche von 16,73 Quadratkilometern. Die Streusiedlung befindet sich etwa zwei Kilometer westlich von Hage und rund drei Kilometer östlich von Norden. Zur Gemeinde Lütetsburg gehören neben dem namensgebenden Hauptort noch die Nebenorte, Kolonien und Wohnplätze Hilgenbur, Moorriege, Sandhöchte, Tidofeld und Westekelbur. Insgesamt hat die Gemeinde 782 Einwohner. Lütetsburg liegt an der Ostfriesischen Küstenbahn; zwischen Norden und Dornum verkehrt eine Museumsbahn.

## Geschichte
In Lütetsburg stand schon vor 1373 ein „Uthof“ (=Außenhof) des Häuptlingsgeschlechtes Manninga. Diesen baute Lütet Manninga um 1400 zur Burg aus. Er wurde damit zum Namensgeber der sich um das Anwesen entwickelnden Ortschaft. Diese wird 1433 erstmals als Lützborch, Lutzborch oder Lutetzborch urkundlich erwähnt. Der heutige Name ist seit 1852 amtlich. Lütetsburg ist seit 1588 der Stammsitz der Grafen von Inn- und Knyphausen.
Im Jahre 1965 schlossen sich die Gemeinden Berum, Blandorf-Wichte, Hage, Lütetsburg und Westdorf zu einer Samtgemeinde zusammen. Am 3. Mai 1965 erklärte der Rat des Fleckens Hage seinen Beitritt. Zur Gemeinde Lütetsburg gehörte damals noch der Ortsteil Bargebur, der 1972 im Zuge der Verwaltungs- und Gebietsreform an die Stadt Norden abgetreten wurde.
Lütetsburg besaß einen Bahnhof an der Ostfriesischen Küstenbahn (Emden-Norden-Dornum-Wittmund-Jever-Wilhelmshaven). Auf dem Abschnitt Norden-Lütesburg-Dornum wird diese Eisenbahnlinie in der Sommersaison als Museumseisenbahn betrieben.

## Politik

### Gemeinderat
Der Rat der Gemeinde Lütetsburg besteht aus neun Ratsfrauen und Ratsherren. Dies ist die festgelegte Anzahl für die Mitgliedsgemeinde einer Samtgemeinde mit einer Einwohnerzahl zwischen 501 und 1000 Einwohnern. Die neun Ratsmitglieder werden durch eine Kommunalwahl für jeweils fünf Jahre gewählt. Die aktuelle Amtszeit begann am 1. November 2021 und endet am 31. Oktober 2026.
Die letzte Kommunalwahl vom 12. September 2021 ergab das folgende Ergebnis:
| Partei                                  | Anteilige Stimmen | Anzahl Sitze |
| --------------------------------------- | ----------------- | ------------ |
| Vereinigte Bürgerliste Lütetsburg (VBL) | 70,97 %           | 6            |
| CDU                                     | 29,03 %           | 3            |

Die Wahlbeteiligung bei der Kommunalwahl 2021 lag mit 63,61 % über dem niedersächsischen Durchschnitt von 57,1 %. Zum Vergleich – die Wahlbeteiligung bei der Kommunalwahl 2016 lag mit 62,71 % über dem niedersächsischen Durchschnitt. Bei der vorherigen Kommunalwahl vom 11. September 2011 lag die Wahlbeteiligung bei 56,06 %.

### Bürgermeister
Der Gemeinderat wählte das Gemeinderatsmitglied Gerd Mammen (Vereinigte Bürgerliste Lütetsburg (VBL)) zum ehrenamtlichen Bürgermeister für die aktuelle Wahlperiode.

### Wappen

Wappenversion lt. SG Hage

| Wappen der Gemeinde Lütetsburg | Blasonierung: „Im von Schwarz und Grün gespaltenen Feld ein silberner (weißer), golden (gelb) gekrönter und bewehrter Löwe.“ |
| Wappen der Gemeinde Lütetsburg | Wappenbegründung: Das von Ulf-Dietrich Korn entworfene Wappen wurde am 28. August 1962 vom Regierungspräsidenten in Aurich genehmigt. Es ist eine Kombination aus den Wappen der ostfriesischen Häuptlingsfamilie Manninga, welche einen rotbewehrten, silbernen gekrönten Löwen in einem Grün und Schwarz gespaltenen Schild führten und dem Wappen der Adelsfamilie Innhausen und Knyphausen, die heute noch Schloss Lütetsburg bewohnen; sie führen einen schwarzen Löwen in Gold in ihrem Wappen. Auf der Website der Samtgemeinde Hage ist seltsamerweise ein anderes Wappen zu sehen; dort ist der Löwe durchgehend golden tingiert. |

### Flagge
|  | 00Hissflagge:„Die Flagge ist weiß-grün geteilt mit dem aufgelegten Wappen in der Mitte.“ |

## Sehenswürdigkeiten
Das Schloss Lütetsburg, namensgebend für die Gemeinde, ist ein Wasserschloss mit Vorburg und bedeutendem Park.
Der 1790–1813 von Edzard Moritz Freiherr von Inn- und Knyphausen angelegte Landschaftsgarten am Schloss gilt als außergewöhnliches Gartenkunstwerk.
Mit 30 Hektar altem Baumbestand, seltenen Exoten, Rhododendren und Azaleen ist er einer der größten in Norddeutschland. Der Lütetsburger Park zählt zu den wenigen auf dem Kontinent erhaltenen frühromantischen Schlossparks.

## Söhne und Töchter (Auswahl)
- Dodo zu Innhausen und Knyphausen (1583–1636), Feldherr im Dreißigjährigen Krieg
- Philipp Wilhelm von Innhausen und Knyphausen (1591–1652), Edelherr und Großgrundbesitzer
- Carl Philipp zu Innhausen und Knyphausen (1711–1784), Edelherr und Großgrundbesitzer
- Wilhelm zu Innhausen und Knyphausen (1716–1800), General der Subsidientruppen Hessen-Kassels unter britischem Oberbefehl im nordamerikanischen Unabhängigkeitskrieg gegen George Washington
- Edzard Moritz zu Innhausen und Knyphausen (1748–1824), Edelherr, Großgrundbesitzer und Präsident der Ostfriesischen Landschaft
- Carl Wilhelm Georg zu Innhausen und Knyphausen (1784–1860), Kammerherr, Gesandter des Königreichs Hannover
- Dodo Fürst zu Innhausen und Knyphausen (1876–1931), Edelherr, Großgrundbesitzer und Politiker
- Gretje Ahlrichs (1917–2012), Angestellte der Stadt Mannheim, entscheidend beteiligt an der telefonischen Übergabe der Stadt an die Alliierten Streitkräfte 1945